# Schizoporelloidea
Schizoporelloidea zijn een superfamilie van mosdiertjes (Bryozoa) uit de orde van de Cheilostomatida. De wetenschappelijke naam ervan werd in 1883 voor het eerst geldig gepubliceerd door Jullien.

## Families
- Acoraniidae  López-Fé, 2006
- Actisecidae  Harmer, 1957
- Bryobaculidae  Rosso, 2002 †
- Buffonellodidae  Gordon & d'Hondt, 1997
- Calwelliidae  MacGillivray, 1887
- Cheiloporinidae  Bassler, 1936
- Cryptosulidae  Vigneaux, 1949
- Cyclicoporidae  Hincks, 1884
- Duvergieriidae  Vigneaux, 1949 †
- Echinovadomidae  Tilbrook, 2001
- Eminooeciidae  Hayward & Thorpe, 1988
- Escharinidae  Tilbrook, 2006
- Fatkullinidae  Grischenko, Gordon & Morozov, 2018
- Fenestrulinidae  Jullien, 1888
- Gigantoporidae  Bassler, 1935
- Hippaliosinidae  Winston, 2005
- Hippopodinidae  Levinsen, 1909
- Lacernidae  Jullien, 1888
- Marcusadoreidae  Winston, Vieira & Woollacott, 2014
- Margarettidae Harmer, 1957
- Mawatariidae  Gordon, 1990
- Microporellidae  Hincks, 1879
- Myriaporidae  Gray, 1841
- Pacificincolidae  Liu & Liu, 1999
- Petraliidae  Levinsen, 1909
- Phoceanidae  Vigneaux, 1949
- Phorioppniidae  Gordon & d'Hondt, 1997
- Porinidae  d'Orbigny, 1852
- Robertsonidridae  Rosso, 2010
- Schizoporellidae  Jullien, 1883
- Stomachetosellidae  Canu & Bassler, 1917
- Tetraplariidae  Harmer, 1957
- Teuchoporidae  Neviani, 1895
- Vicidae  Gordon, 1988

### Synoniemen
- Myriozoidae Smitt, 1868 => Myriaporidae  Gray, 1841
- Petraliellidae  Harmer, 1957 => Petraliidae  Levinsen, 1909